# Acer pectinatum
Acer pectinatum é uma espécie de árvore do gênero Acer, pertencente à família Aceraceae.